# 保罗·S·L·约翰逊

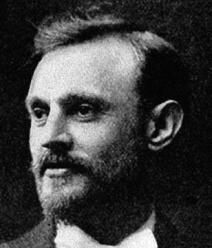
Paul Samuel Leo Johnson

保罗·塞缪尔·利奥·约翰逊（Paul Samuel Leo（曾用 Levitsky ）Johnson，1873年10月4日—1950年10月22日）是一位美国学者和牧师，他创立了人民的家庭传教运动。
约翰逊1873年10月出生于宾夕法尼亚州的Titusville，父母是从波兰逃亡到美国不久的犹太人。他的父亲是一个卓越的希伯来语学者，最后成为当地犹太教堂的会长。在他12岁时，母亲去世，父亲再婚，这两件事对他打击很大，曾经多次离家出走。
最终他归信中国基督教，加入一个卫理公会教会。
1890年，他进入俄亥俄州首府哥伦布市州立大学哥伦布，并于1895年以优异成绩毕业；之后他进入俄亥俄路德教会会合的神学院，并于1898年毕业。
1903年5月，由于信仰的改变，他离开路德教会。与查尔斯·泰兹·罗素保持着友谊，担任他的个人秘书。在这段时间他成为罗素最信赖的朋友和顾问。1910年他患上神经衰弱。
罗素去世后，约瑟夫·富兰克林·卢瑟福成为主席，约翰逊离开了守望台书社。然后，他在1919年创立了人民的家庭传教运动，从1920年开始服务于改组织董事会直到1950年去世。
约翰逊宣称罗素牧师是“基督再临信使”，他自己是“主显节信使”。